# NKノヴィグラード
NKノヴィグラード（クロアチア語: NK Novigrad, イタリア語: C.C. Cittanova）は、クロアチアのイストラ郡ノヴィグラード（チッタノーヴァ）をホームタウンとするサッカークラブである。

## 歴史
1947年に創設された。
2012年にトレチャHNL・西地域に昇格した。
2016年にトレチャHNL・西地域で優勝してドルガHNLに昇格した。2018年にトレチャHNLに降格した。

## 獲得タイトル
- トレチャHNL：1回
  - 2015-16

## 歴代監督
- ニーノ・ブーレ 2016-2017

## 歴代所属選手
- マヌエル・パミッチ 2017-